# Чемпіонат України з регбі 2020
Чемпіонат України 2020 року з регбі-15.

## Суперліга
Чемпіонат України 2020 року з регбі-15 серед чоловіків розіграли 6 команд Суперліги, які провели турнір зі зміненим регламентом через пандемію в одне коло від 29 серпня до 3 жовтня та стиковими матчами 17 жовтня.

### Учасники
Команди: «Олімп» (Харків), «Кредо-1963» (Одеса), «Поділля» (Хмельницький), «Антарес» (Київ), «Сокіл» (Львів), «Політехнік» (Одеса).

### Турнірна таблиця
| Місце | Команда                  | 1     | 2      | 3      | 4      | 5      | 6      | В | Н | П | Р:О     | Б  | О  |
| ----- | ------------------------ | ----- | ------ | ------ | ------ | ------ | ------ | - | - | - | ------- | -- | -- |
| 1     | «Олімп» (Харків)         |       | 46:23* | 41:3*  | 83:0*  | Х**    | 73:3*  | 4 | 0 | 0 | 243:29  | +4 | 20 |
| 2     | «Кредо-63» (Одеса)       | 23:46 |        | 38:18* | 44:7*  | 50:13* | 31:33* | 3 | 0 | 2 | 186:117 | +4 | 16 |
| 3     | «Поділля» (Хмельницький) | 3:41  | 18:38  |        | 13:16* | 37:13* | 25:0*  | 2 | 0 | 3 | 96:108  | +3 | 11 |
| 4     | «Політехнік» (Одеса)     | 0:83  | 7:44   | 16:13  |        | 26:26  | 19:18  | 2 | 1 | 2 | 68:184  | -  | 10 |
| 5     | «Сокіл» (Львів)          | Х**   | 13:50  | 13:37  | 26:26  |        | 28:25  | 1 | 1 | 2 | 80:138  | -  | 6  |
| 6     | «Антарес» (Київ)         | 3:73  | 33:31  | 0:25   | 18:19* | 25:28* |        | 1 | 0 | 4 | 79:176  | +2 | 6  |

Турнірні очки нараховуються: за перемогу — 4 очки, за нічию — 2 очки, за поразку — 0 очок.
(*) Команда, яка зробила за гру на 3 спроби більше, ніж суперник, додатково отримує 1 бонусне турнірне очко.
(*) Команда, яка програла з різницею в 7 або менше ігрових очок, додатково отримує 1 бонусне турнірне очко.
(**) Матч не відбувся (у зв’язку з трагічною подією на Харківщині матч скасовано), командам очки не зарахували.

### Фінальний етап Суперліги

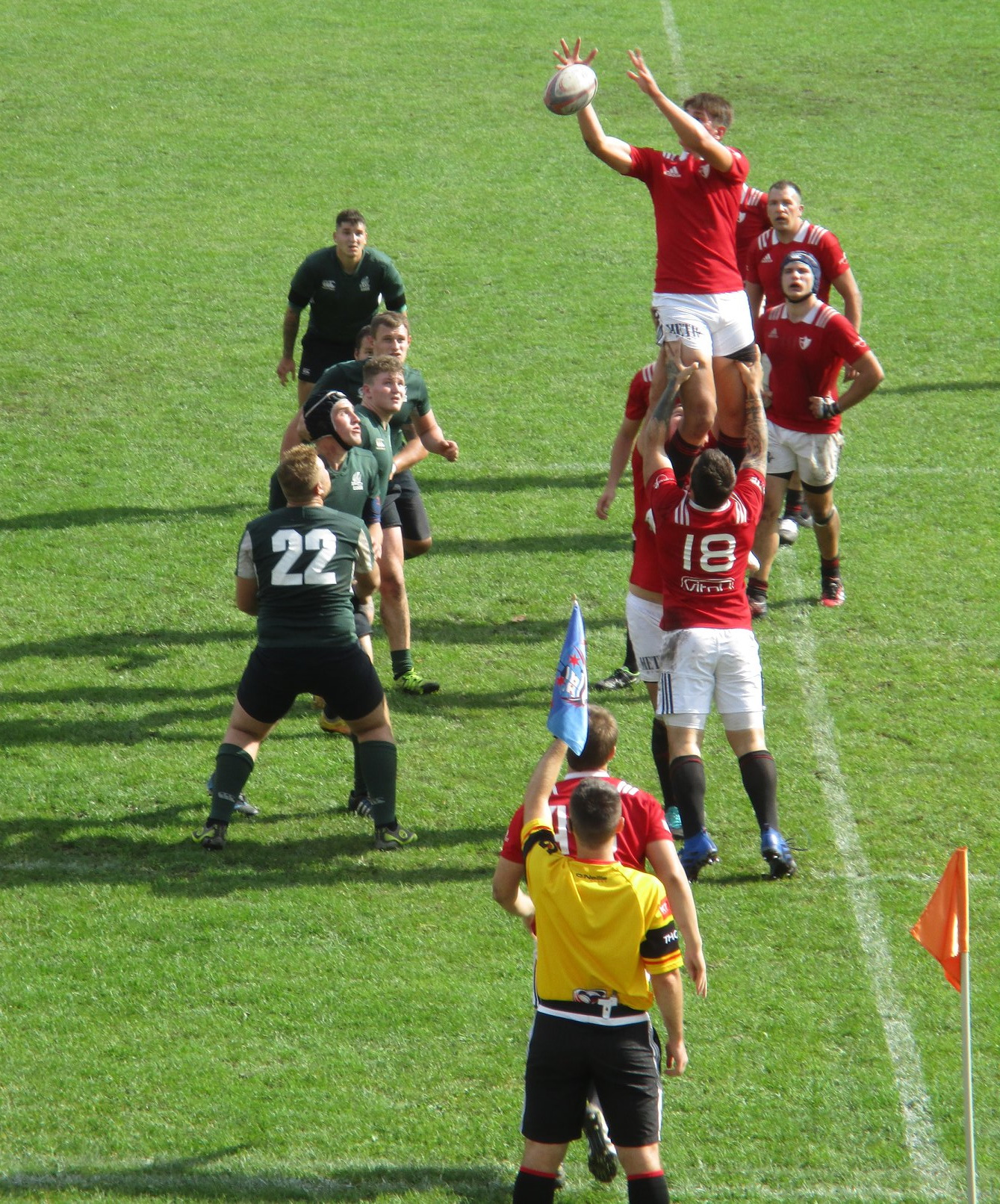
3 жовтня 2020 р. «Сокіл» - «Кредо-63» 13:50

Підсумки фінального  етапу чемпіонату України 2020 року з регбі-15 серед чоловічих команд Суперліги:
17.10.2020. м. Київ. Стадіон «ВПС»
Матч за 5-е місце:
РК «Антарес» (Київ) — РК «Сокіл» (Львів): матч не відбувся у зв'язку зі складними погодними умовами в м. Києві
17.10.2020. м. Одеса. Стадіон «Спартак»
Матч за 3-є місце:
РК «Політехнік» (Одеса) — РК «Поділля» (Хмельницький) - 17:25
Матч за 1-е місце:
РК «Кредо-1963» (Одеса) — РК «Олімп» (Харків) - 14:54

### Підсумки  чемпіонату України 2020 року
1 місце — РК «Олімп» (Харків)
2 місце — РК «Кредо-1963» (Одеса)
3 місце — РК «Поділля» (Хмельницький)
4 місце — РК «Політехнік» (Одеса)

## Вища ліга
Чемпіонат України 2020 року з регбі-15 серед чоловічих команд Вищої ліги розіграли 6 команд в одне коло. Команди з 1-го та 2-го місць визначили переможця та володаря путівки до Суперліги.
Команди: «Кривий Ріг Регбі» (Кривий Ріг), «ТЕХ-А-С» (Харків), «Кедо-63»-дубль (Одеса), «Ребелс» (Київ), «Політехнік» (Київ), «Київ-Дарниця» (Київ).
| М | Команда                         | В | Н | П | Р:О    | Б  | Очки |
| - | ------------------------------- | - | - | - | ------ | -- | ---- |
| 1 | «Кредо-63Д» (Одеса)             | 4 | 1 | 0 | 191:27 | +3 | 21   |
| 2 | «Політехнік» (Київ)             | 4 | 0 | 1 | 232:33 | +5 | 21   |
| 3 | «Ребелс» (Київ)                 | 3 | 1 | 1 | 119:56 | +3 | 17   |
| 4 | «Тех-А-С» (Харків)              | 2 | 0 | 3 | 56:193 | -  | 8    |
| 5 | «Київ-Дарниця» (Київ)           | 1 | 0 | 4 | 67:174 | +2 | 6    |
| 6 | «Кривий Ріг Регбі» (Кривий Ріг) | 0 | 0 | 5 | 23:205 | +1 | 1    |

### Фінал
15 листопада 2020 р.
«Кредо-63Д» (Одеса) — «Політехнік» (Київ) 15:41